# WILD ADAPTER
『WILD ADAPTER』（ワイルドアダプター）は、峰倉かずやによる日本の漫画作品。

## 概要
2000年より隔月少女漫画雑誌『Chara』（徳間書店）で連載していた作品。2011年に一迅社『コミックZERO-SUM増刊WARD』へ移籍が発表され、2011年10月から2012年3月まで徳間書店版と同内容の新装版を刊行。連載は休止していたが、2013年春から連載再開が決まった。また、単行本に収録されていなかったエピソードを『ゼロサムオンライン』にて加筆修正したリメイク版を2012年秋に公開したのち、2015年からはゼロサムオンラインにて連載。
謎のドラッグ「W.A」をめぐる久保田誠人と時任稔、二人の現実と絆を描いた作品。物語は1990年代の横浜を舞台に、「W.A」を狙う出雲会、東条組をはじめとするヤクザも絡みながら進行してゆく。『私立荒磯高等学校生徒会執行部』と本作は全く繋がっていない（スターシステム）。

## 発刊リスト
単行本
キャラコミックス及びゼロサムコミックスから発刊されている。括弧内は作中の時間軸。
1. 2001年6月発行 ISBN 4-19-960161-9 （1995年5月 - 1996年1月22日）
  - 【新装版】2011年10月25日発売 ISBN 978-4-75-805635-9 / ISBN 978-4-75-805636-6（限定版）
2. 2002年6月発行 ISBN 4-19-960190-2 （1997年1月16日 - 1月23日）
  - 【新装版】2011年11月25日発売 ISBN 978-4-75-805643-4 / ISBN 978-4-75-805644-1（限定版）
3. 2003年10月25日発行 ISBN 4-19-960233-X
  - 【新装版】2011年12月24日発売 ISBN 978-4-75-805645-8 / ISBN 978-4-75-805646-5（限定版）
4. 2005年6月25日発行 ISBN 4-19-960289-5
  - 【新装版】2012年1月25日発売 ISBN 978-4-75-805647-2 / ISBN 978-4-75-805648-9（限定版）
5. 2006年6月24日発行 ISBN 4-19-960319-0 （1996年2月11日 - 6月2日）
  - 【新装版】2012年2月25日発売 ISBN 978-4-75-805649-6 / ISBN 978-4-75-805650-2（限定版）
6. 2008年2月25日発行 ISBN 978-4-19-960367-9 （1998年）
  - 【新装版】2012年3月24日発売 ISBN 978-4-75-805651-9 / ISBN 978-4-75-805651-9（限定版）
7. 2015年7月25日発行 ISBN 978-4-75-803072-4

画集
1. 「Sugar coat」 2004年3月25日 ISBN 4-19-960247-X
2. 「Sugar coat excess」 2012年7月25日 ISBN 978-4-75-803023-6

## 登場人物
声はドラマCD・OVAの担当声優。演は舞台の担当俳優。舞台版は一人二役も居る。

### 主要人物
久保田誠人（くぼた まこと）
声 - 森川智之 / 演 - 柄谷吾史
主人公。昭和54年8月24日生まれ、身長184cm、体重74kg、O型。
出雲会の年少組リーダーとして7か月所属し、信夫の死をきっかけに脱会する。その際、東条組の横浜支部事務所を1人で壊滅させる。また時任が誘拐されたときには、出雲会の事務所と年少組を殲滅している。趣味は麻雀を始めとする賭け事。対人間のゲームが得意。パチンコなどは苦手らしい。電車に乗って新商品の出たコンビニに通うほど、新しいものと甘いものが好き。辛いものやセブンスターも好き。かつてはアンナの元彼を鉄パイプで半殺しにした。親の愛情を知らないヤンデレ。
父親は宗方誠治、母親は本家黙認の愛人（葛西の姉）であり、宗方家で育てられ、見えない存在として扱われていた。時任に対して執着し、依存している。時任が自分の意志で出て行かない限り、手放す気はない。鵠とは中学の頃からの知り合い。
作中に登場するときは細目であるが、一枚絵では目が開く（※最遊記においても同様）。
時任稔（ときとう みのる）
声 - 石川英郎 / 演 - 大河元気
もう1人の主人公。昭和52年9月8日生 、身長168cm、体重58kg、B型。
アキラに“何か”をされ、逃げ回っている最中に路地裏で行き倒れていた少年。少々生意気だが、根は真っ直ぐで繊細な性格。右手が獣のようになっている。その右手は時々激痛が走り、徐々に侵食が進んでいる模様。関谷や真田からは関心を持たれ、狙われている。当初は記憶を失っていたが、ときおり夢などで突然フラッシュバックのように幼い頃の記憶を垣間見ている。姓の由来は時任三郎、名前は足首についていたプレートから。甘ったるい食べ物は苦手。薬全般は拒否反応を起こす。
素性はベトナム外交官・潮正久の次男「潮稔（うしお みのる）」。15年前のベトナムにおけるバス転落事故で母親と兄・咲弥（さくや）を喪ったと同時に行方不明になり、本編より5年前（1993年）に死亡届が提出された。
鵠（コウ）
声 - 関俊彦 / 演 - 加藤巨樹
身長171cm、体重58kg。
中華街の片隅にある、薬品取り扱い店兼雑貨屋「薬店 東湖畔」の店主。落ち着いた物腰の男性。医療行為のサービスも行うが、医師免許は持っていない。隠語で一般人が手に入れられないような物も取り扱っている。中華鍋や具材を購入することに関しては、前払いをする。時任の主治医。
葛西蛍一郎（かさい けいいちろう）
声 - 辻親八 / 演 - 山本健史
身長170cm、体重68kg、O型。
雀荘に出入りしている昔気質の不良刑事。久保田の叔父であり、中学校時代の彼を自宅に引き取って育てていた（もっと放任主義ではあったが）。
W.Aに関する情報を追いながら甥と時任の事を可愛がっていた。ある日、週刊誌で偶然にも時任の素性の手がかりを掴み、彼が行方不明だった15年間の間に国際犯罪を嗅ぎ取った。その後2人にその情報を伝えに向かった道中で、真田の手配により殺される（※その後なぜか捜査が打ち切られた）。
新木（あらき）
声 - 坪井智浩 / 演 - 熊渕卓
葛西の後輩刑事。新米呼ばわりを嫌がっていたが、本心では葛西を慕っている様子。葛西の死に際して、彼を意識した髪型と格好をするようになり、その遺志を継いでいく。
滝沢亮司（たきざわ りょうじ）
声 - 松本保典 / 演 - 松木賢三
身長174cm、体重65kg、B型、28歳～。
3巻から登場。アサニチの記者→フリーライター。愛称は滝さん。
姉の動向を探るべく独自で調査をしている途中で久保田・時任と出会い、W.Aについての調査も始める。以後彼らとは独特な距離感で協力関係を結んだ。

### 出雲会
真田（さなだ）
声 - 小杉十郎太 / 演 - 松木賢三
出雲会支部長→代行。久保田誠人がお気に入りだった模様。アークロイヤルが好きであり、愛犬にも同じ名前を付けている。時任にも興味を持っている。
小宮信夫（こみや のぶお）
声 - 千葉進歩 / 演 - 古川貴生
身長172cm、体重61kg、O型。1996年1月16日没。
出雲会年少組の（元）副リーダー。
愛煙はMarlboro。
薬物中毒の母親がW.A事件に巻き込まれ、独自に探っていた時、東条組（?）に襲われ命を落とす。
木場治（きば おさむ）
声 - 近藤隆
身長172cm、体重61kg、A型。
6巻から登場。現在の出雲会年少組リーダー。愛称ちゃむ。ヤクザ世界で生きていくため、表向きには真田に従順な態度を取っている。
愛煙はLARKのメンソール。
愛称の由来は、「おちゃむ君のちゃむ」。
神田龍之介（かんだ りゅうのすけ）
声 - 伊藤健太郎
身長175cm、体重66kg、O型。
出雲会年少組に所属する。治とは幼なじみで、通称・龍（たつ、りゅう）、たっちゃん。叔父がヤクザ世界の人間であり、そっちの世界に憧れていた。実直で愛想が良い。女友達が教師に強姦まがいの事をされたと知って、その教師を半殺しにしたために停学処分を食らった。
愛煙は不明。
作者いわく「6巻は治編だけど、彼の方が人気がある」。6巻最後に登場する的屋のおっちゃんは、40歳の彼である。
修司（しゅうじ）
声 - 勝杏里
故人。W.Aがらみの事件に巻き込まれる。治・龍之介とよくつるんでいた。4巻収録の番外編では、彼視点の話がある。1巻から登場し、4巻冒頭では既に故人扱い、6巻では彼の四十九日を迎えた。
愛煙は､LUCKIE STRIKE。

### 東条組
関谷純（せきや じゅん）
声 - 三木眞一郎 / 演 - 加藤巨樹
東条組代行。普段はオネエ言葉を話し、キレると乱暴口調になる。銃が苦手で、ナイフを使用。紅茶をこよなく愛し、組員には室内禁煙を言い含めている。一人称は「アタシ」。時任の右手を疑問に思っている。
矢崎（やざき）
声 - 千葉一伸
関谷の運転手。スキンヘッドにサングラスを着用。
宇崎広重（うざき ひろしげ）
東条組の（前）代行で、久保田に殺される。享年51。
佐藤義郎（さとう よしろう）
1998年4月まで殺人罪により拘置所にいた男。無骨実直な性格。関谷に気に入られて以降、彼の通訳兼英語圏の取引係兼愛人となる。
幼少時に横須賀ベースに出入りしており、海軍兵と性関係を持っていた。筋金入りのゲイであり、女性には一切興味を持たず、そのことに対してコンプレックスと、差別迫害に対する鬱憤を溜め込んでいる。

### その他
大久保沙織（おおくぼ さおり）
声 - 野田順子
2巻のゲストキャラクター。
親元から家出し、彼氏（声 - 泰勇気）と同棲していたものの、彼が獣化し死亡したことで東条会のいざこざに巻き込まれる。妊娠していたが、決別のためか今後生活していくためか事件後に堕胎した。
三ツ橋佳代（みつはし かよ）
声 - 田中敦子 / 演 - 田倉伸紘
3巻のゲストキャラクター。
カルト教団『解幸の牙』のリーダーで、亮司の姉。彼女の組織もW.Aの事を追っている。両親の離婚後は生きる為に何でもやっていた。最後は麻薬所持や施設放火の現行犯として逮捕された。旧姓：滝沢。
アンナ
声 - 鶴ひろみ
4巻のゲストキャラクター。
ヘルス「キャンキャンチェリー」では1番人気の風俗嬢。 喫煙者。
久保田の初めての人であって、恋人ではない。彼氏から何度も暴力を振るわれていたらしい。薬に手をつけたリカ（声 - 西原久美子）の事を案じていた。
飯塚翔太（いいづか しょうた）
声 - 松元恵 / 演 - 田渕法明
5巻のゲストキャラクター、かつ主役。
とあるマンション402号室に住んでいた小学生。時任が怯えずに接した最初の人間で、彼の右手を見ても動じなかった。久保田と時任がモデルの漫画を描いている。趣味は漫画を描くこととゲーム。
後に父親の転勤に伴い引っ越す。
佐藤義壱（さとう ぎいち）
7巻のゲストキャラクター。
とある町の防衛長を務める元横須賀ベース関係者の老人。愛犬はミナト。義郎の父親（※息子とはほぼ勘当状態）。気骨あふれる性格で、ふとしたことで知り合った時任とともに時間を過ごす。
宗方誠治（むなかた せいじ）
名前のみ登場。警察の上層部にまで影響を与えられる大物であるようだが、素性は一切謎。
アキラ
声 - ?
時任の記憶のなかにたびたび登場する人物。時任を「自分だけの物」と見なしている男で、薬物投与や虐待などを行い、しかも何らかの関係を持っていた様子。彼も謎が多い。

## ドラマCD
2015年現在、6巻まで発売されている。ジャケットは全て作者の描き下ろしイラスト。レーベルはマリン・エンタテインメント。収録内容は原作に忠実だが、実在する商品名や人物名は若干変更されている。トラックの順番は、作者書下ろしショートストーリー（前編）→本編→曲→ショートストーリー（後編）。また単行本（一迅社版）の各限定版には、作者書き下ろしのミニドラマCDが付属している。テーマは「七つの大罪」。

### 収録曲
作詞：峰倉かずや、作曲：西岡和哉、歌：森川智之&石川英郎。
- WILD ADAPTER 『Knockout drops』
- WILD ADAPTERII 『零唄~Love song』
- WILD ADAPTER 03 『常夜灯』
- Sound Drama CD WILD ADAPTER 04 『wandering』
- Sound Drama CD WILD ADAPTER 05 『泡沫』
- Sound Drama CD WILD ADAPTER 06 『エソラゴト』

『Knockout drops』は、OVA版執行部第2巻に収録された本作のPVに、「アニメイト ガールズ・フェスタ 2011」にて公開されたPVでは『wandering』『エソラゴト』が使用された。

## OVA
2014年3月26日に上巻（禅 -ZEN-）が発売。下巻（航 -KOU-）は、2015年9月30日（※限定版）と2015年11月26日（※通常版）の2種発売である。
上下巻ともに、内容は単行本第6巻をベースとしている。

### スタッフ
- 原作 - 峰倉かずや（一迅社「ゼロサムWARD」）
- 監督・絵コンテ・演出 - 葛谷直行
- シリーズ構成・脚本 - 星野尚
- キャラクターデザイン・総作画監督・作画監督 - 原田峰文
- 美術監督 - 海野よしみ
- 色彩設計 - 後藤恵子
- 撮影監督 - 森下誠一（上巻）、武原健二（下巻）
- 音響監督 - 菅原三穂
- 編集 - 瀬山武司
- 音楽 - 藤澤健至
- 音楽制作 - フロンティアワークス
- プロデューサー - 今優子、白石容子
- アニメーションプロデューサー - 野田直彦（全巻）、ひらさわひさよし（下巻）
- 制作 - Anpro（上巻）、Creators in Pack / Anpro（下巻）
- 製作 - WILD ADAPTER製作委員会

### 主題歌
オープニングテーマ「漂流者」
作詞 - 峰倉かずや / 作曲・編曲 - 西岡和哉 / 歌 - 森川智之&石川英郎
エンディングテーマ「カレイドスコープ」
作詞 - 峰倉かずや / 作曲・編曲 - 西岡和哉 / 歌 - 森川智之&石川英郎

## 舞台
演劇ユニット「アクサル」の第8回公演として、2008年3月8日・9日に大阪厚生年金会館 芸術ホール、4月5日・6日にシアターアプルにて公演。脚本・構成・演出は吉谷光太郎。主要キャストは#登場人物を参照。